# Epiplema scripta
Epiplema scripta är en fjärilsart som beskrevs av Talbot 1929. Epiplema scripta ingår i släktet Epiplema och familjen Uraniidae. Inga underarter finns listade i Catalogue of Life.